# Cechenena helops
Espèce
Synonymes
- Philampelus helops Walker 1856 Protonyme
- Philampelus orientalis R. Felder, 1874

Cechenena helops est une espèce d'insectes lépidoptères de la famille des Sphingidae, sous-famille des Macroglossinae, tribu des Macroglossini, sous-tribu des Choerocampina et du genre Cechenena.

## Description
L'envergure est de 104 à 126 mm. Les adultes ont  des couleurs gris-vert avec une grande tache brune à brun-olive ovale à la base de la face supérieure de l'aile antérieure.

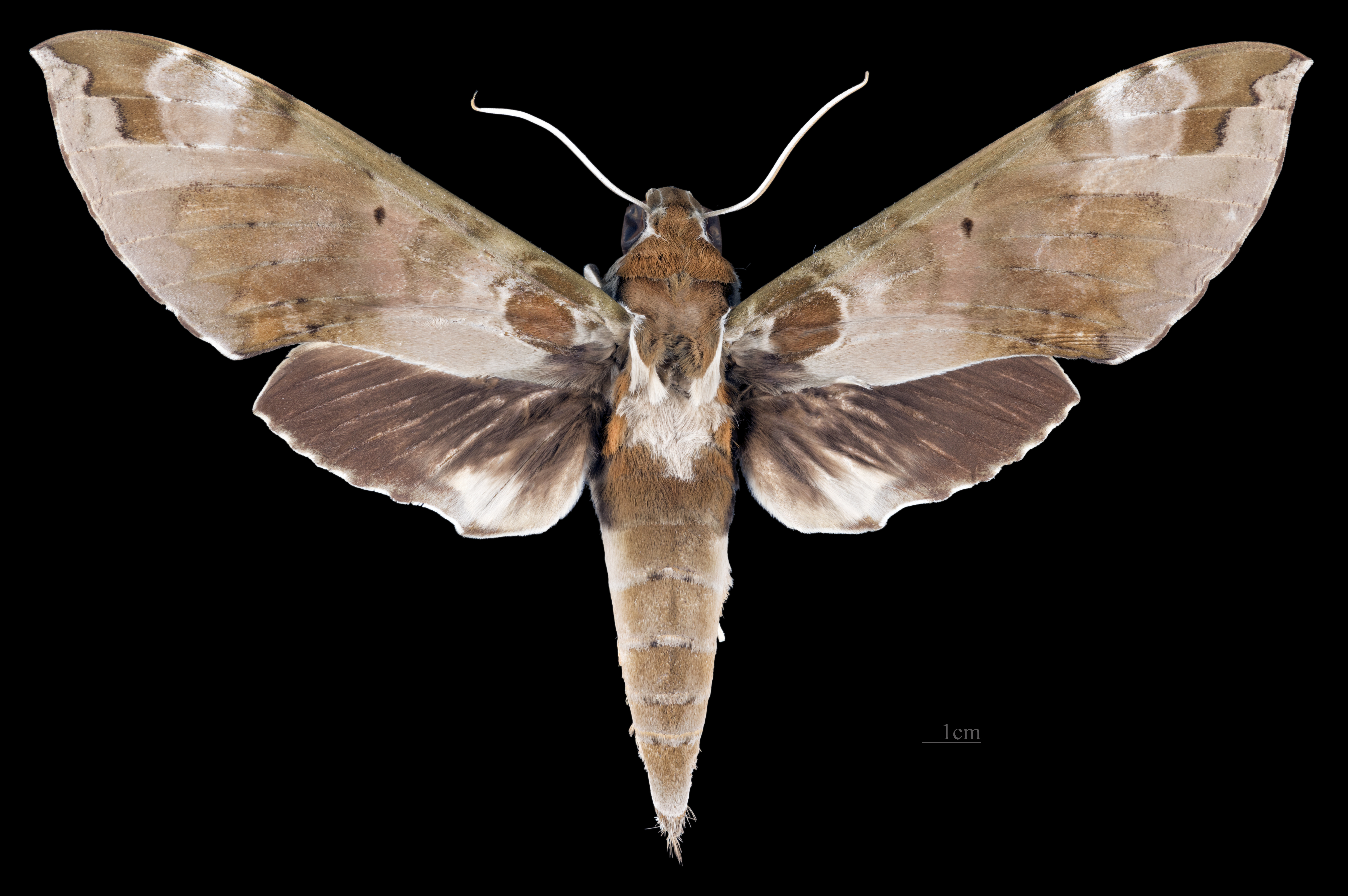
Cechenena helops helops Face dorsale MHNT
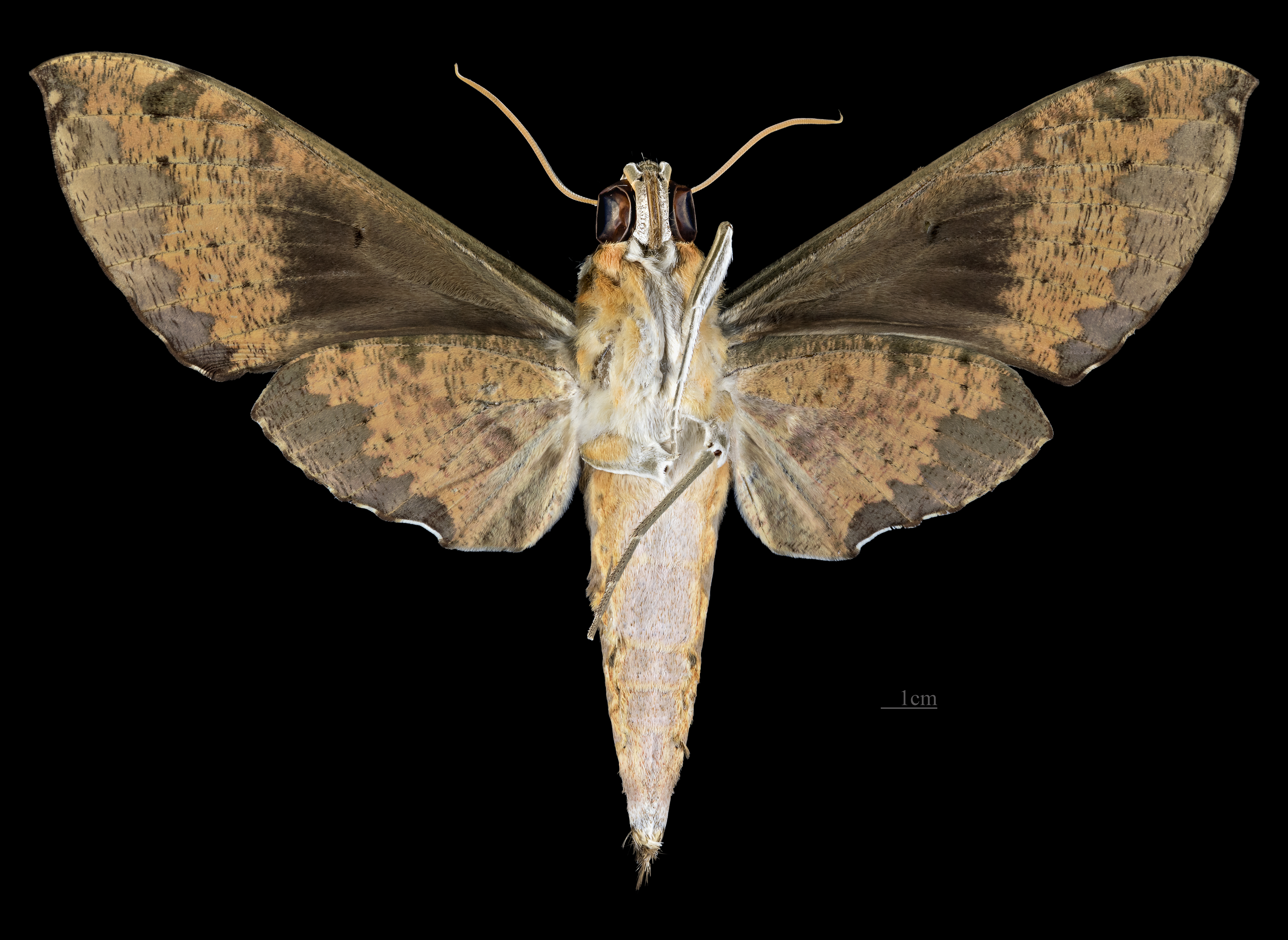
Cechenena helops helops Revers MHNT

## Répartition et habitat
Répartition
Il se trouve en Malaisie (péninsulaire, Sarawak, Sabah),  en Indonésie (Sumatra, Java, Bornéo, Céram, Papouasie-Nouvelle-Guinée), aux  Philippines (Palawan, Balabac), au Népal, au nord-est de l'Inde, en  Thaïlande, en  Chine du sud-ouest et au Vietnam.

## Biologie
Les adultes ont un vol rapide et visitent les fleurs après le crépuscule.
Les larves se nourrissent sur le genre Tetrastigma.

## Systématique
- L'espèce Cechenena helops a été décrite par l'entomologiste britannique Francis Walker en 1856[2], sous le nom initial de Philampelus helops.

### Taxinomie
Liste des sous-espèces
- Cechenena helops helops Walker, 1856
- Cechenena helops interposita Joicey & Talbot, 1921
- Cechenena helops papuana Rothschild & Jordan, 1903 (Papua Barat et la Papouasie-Nouvelle-Guinée)[3].

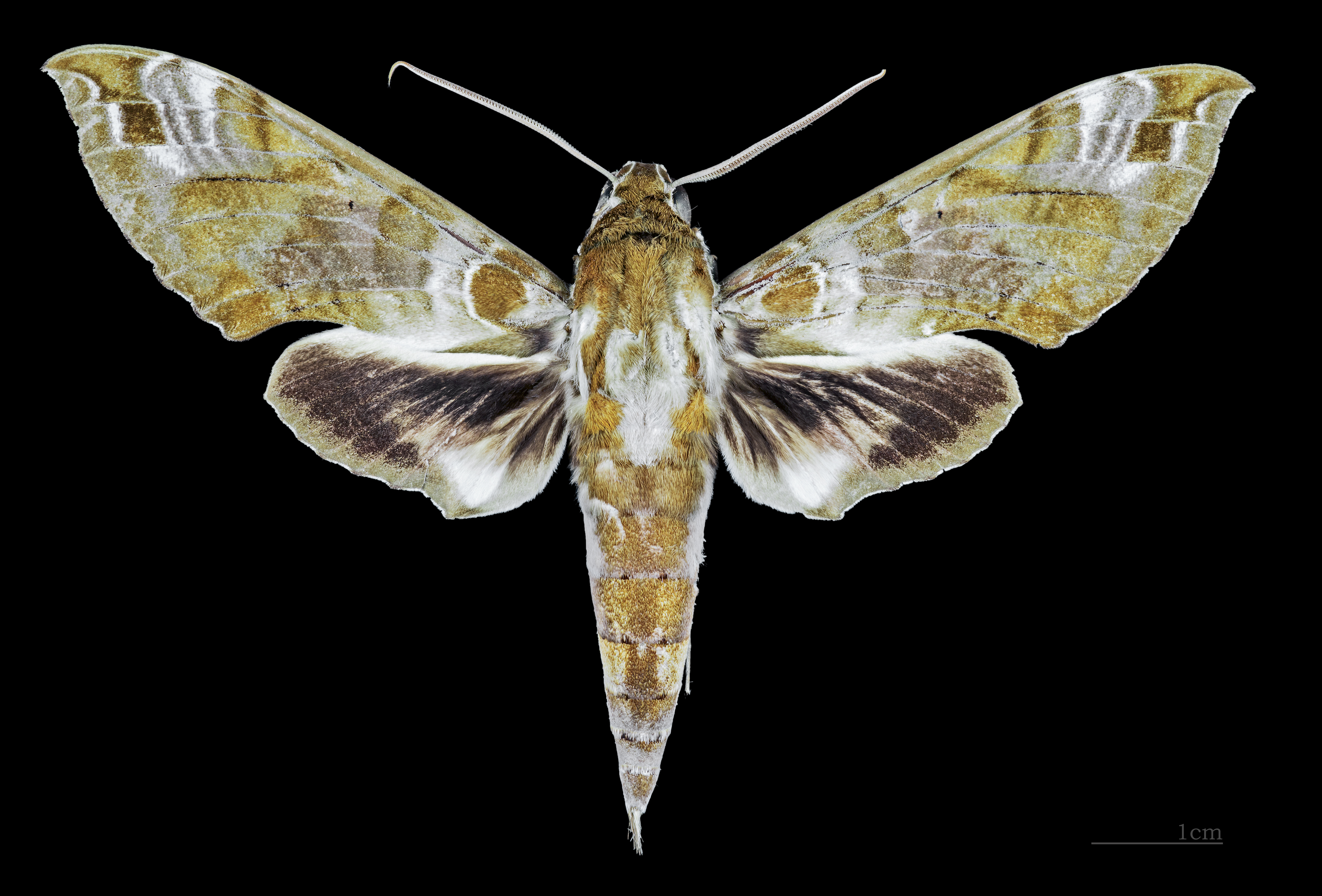
Cechenena helops papuana Face dorsale MHNT
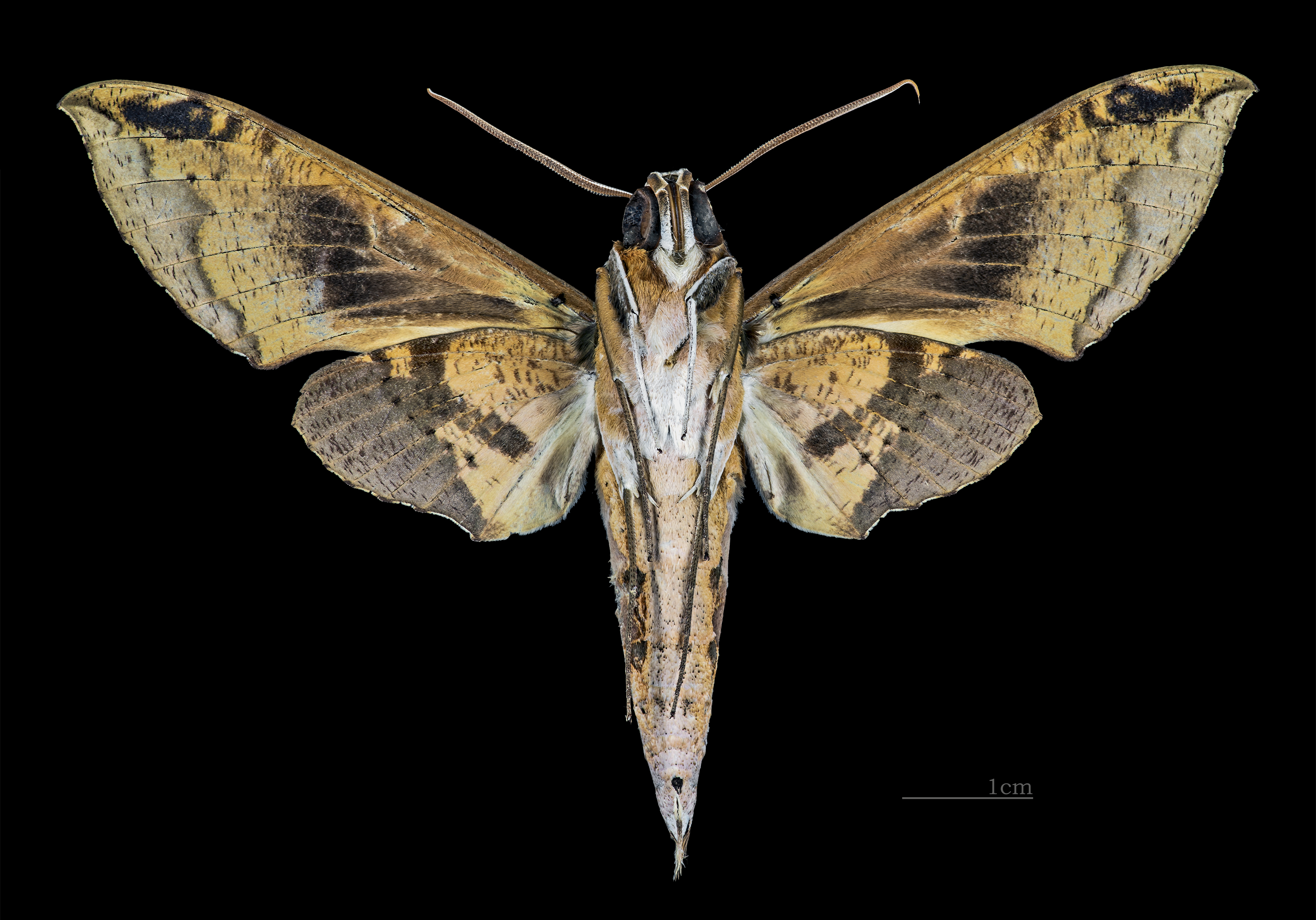
Cechenena helops papuana Revers MHNT